# بلتون این راتلند
بلتون این راتلند (به انگلیسی: Belton-in-Rutland) یک روستا و محله مدنی در بریتانیا است که در راتلند واقع شده‌است. بلتون این راتلند ۳۳۵ نفر جمعیت دارد.